# Чечеринда Єгор Володимирович
Єгор Володимирович Чечеринда (народився 12 квітня 1975) — український новинар та телеведучий.

## Життєпис
Родом із Запоріжжя. Закінчив факультет журналістики Львівського державного університету імені Івана Франка. 
З 1993 року працював журналістом служби новин «Радіо Люкс» (Львів). 
Єгору у двадцять з гаком пощастило дебютувати в «Параграфі» (ММЦ-Інтерньюз). З часів «ММЦ-Інтерньюз» (1995 рік) знайомий з Миколою Княжицьким. Дебютувати на телебаченні Єгору вдалося тільки з другої спроби. Його перший сюжет — про продаж грудних дітей за кордон керівництво Львівського обласного ТБ просто не пустило в ефір, як і програму «Монітор», для якої він готувався. Для того ж «Монітора» Єгор у співавторстві з Георгієм Гонгадзе готував ще один сюжет — про те, що бути журналістом в Україні небезпечно. Тоді він був ще четвертокурсником факультету журналістики Львівського університету.
З 1995 року був журналістом рубрики «Обличчя ринку»; з 1997 року був журналістом програми «Вікна-новини» на телеканалі СТБ; з 2000 по 2003 рік був журналістом інформаційної програми «Факти» на телеканалі ICTV; з 2003 по 2007 рік був журналістом «Телевізійної служби новин» на телеканалі 1+1; з 2007 по 2009 рік був головним редактором інтернет-порталу INTV; з січня 2011 року був головним редактором програми «Вечір з Миколою Княжицьким» на телеканалі ТВі; з грудня 2011 року був автором та ведучим програми «Окрема думка» на цьому ж телеканалі. Єгор Чечеринда був керівником служби новин телеканалу ТВі, автором і ведучим інформаційно-аналітичної програми «Сьогодні про головне». З 26 травня 2014 року офіційно не працює на телеканалі.
Зараз Чечеринда є головним редактором телеканалу «Еспресо TV» і ведучим програми «Година ЧЕ» з Єгором Чечериндою на «Еспресо TV».
Єгор Чечеринда — переможець премії «Прометей-Престиж» XVIII загальнонаціональної програми «Людина року — 2013» у номінації «Журналіст року в галузі електронних ЗМІ».
Прагне зайнятися документальним кіно. У нього вже є затверджений соціальний проект, що створюється під егідою фонду «Глобальна ініціатива Блумберга».
Одружений, жінка — Марина Шеремет, виховує доньку.
На виборах до Київської обласної ради 2015 року балотувався від партії «Нові обличчя». На час виборів проживав у Запоріжжі та працював ведучим ТОВ «Голдбері».